# Theridion derhami
Theridion derhami là một loài nhện trong họ Theridiidae.
Loài này thuộc chi Theridion. Theridion derhami được Eugène Simon miêu tả năm 1895.